# Малапропизъм
Малапропизмът означава некоректна употреба на дума чрез заменянето ѝ с подобно звучаща дума с различно значение (подобно звучащата дума е най-често пароним), при което обикновено се получава комичен ефект.
Думата е от френско-английски произход. Счита се, че около 1660 г. думата е навлязла в английския от френския израз mal à propos, буквално преведен като „не в целта“. Широко разпространение обаче получава с комедията „Съперници“ (1775) на ирландския драматург Ричард Бринсли Шеридан, в която героинята г-жа Малапроп прави често комични грешки на езика.
Случай на неправилен изказ се нарича малапропизъм, когато:
1. Използваната дума означава в конкретния контекст нещо различно от целевата дума (думата, която е говорещият е имал предвид).
2. Използваната и целевата думи имат близко звучене.
3. Използваната дума има определен смисъл на езика на използващия я. Измислянето на дума или добавянето на несъществуваща представка/наставка (например „ненеобходимо“) към съществуваща дума не се окачествява като малапропизъм.

Пример
В английската литература може да се срещне думата genericide (генерицид) – малапропизъм, съставен по аналогия с геноцид, с който се означава процеса, с който правата над дадена търговска марка намаляват или се губят в резултат от масовата употреба на името в пазарното пространство и тя се превръща в генерична търговска марка.